# كاج غونة
كاج غونة هي قرية في مقاطعة كاشمر، إيران. يقدر عدد سكانها بـ 324 نسمة بحسب إحصاء 2016.